# Квак Тонхан
Квак Тонхан (кор. 곽동한; родился 20 апреля 1992, Пхохан, Южная Корея); — корейский дзюдоист, бронзовый призёр олимпийских игр, чемпион мира, чемпион Азии, двукратный чемпион Универсиады. Обладатель 4 дана дзюдо.

## Биография
В 2010 году был вторым в юниорском международном турнире Jikji Cup U20 в Южной Корее, в 2011 на турнире Korea Yongin Juniors был третьим. 
В 2012 году завоевал Кубок Чингисхана в Улан-Баторе, и был вторым на Кубке IJF в Чеджудо. В 2013 году стал серебряным призёром чемпионата Азии, стал победителем Универсиады 2013 (в командном первенстве стал серебряным призёром), и победил на Гран-при Чеджудо. В 2014 году был пятым на турнире серии Большого Шлема в Париже, третьим на Азиатских играх в личном первенстве и чемпионом в команде; также победил на Гран-при Чеджудо и турнире серии Большого Шлема в Токио. 
В 2015 году завоевал звания чемпиона мира, чемпиона Азии и чемпиона Универсиады. В этом же году был седьмым на Гран-при Ташкент, пятым на Гран-при Дюссельдорф, третьим на турнире серии Большого Шлема в Токио, и первенствовал на турнирах European Open Warsaw, Гран-при Чеджудо и рейтинговом турнире IJF. В 2016 году был третьим на турнире серии Большого Шлема Париже и пятым на Гран-при Дюссельдорф
Будучи действующим чемпионом мира, ехал на Олимпийские игры в ранге явного фаворита. Выступал на Олимпийских играх 2016 года, в категории до 90 килограммов. Спортсмены были разделены на 4 группы, из которых четыре дзюдоиста по результатам четвертьфиналов выходили в полуфиналы. Проигравшие в четвертьфинале встречались в «утешительных» схватках и затем с потерпевшими поражение в полуфиналах, и по этим результатам определялись бронзовые призёры. 
Квак Тонхан дошёл до полуфинала, где двумя бросками чисто проиграл Варламу Липартелиани, а во встрече за бронзовую медаль победил Маркуса Нюмана. 
| Круг            | Соперник                  | Действия                                                                                    | Итог      | Соперник               | Действия |
| --------------- | ------------------------- | ------------------------------------------------------------------------------------------- | --------- | ---------------------- | --- |
| 1/16            | Квак Тонхан (KOR)         | Сэойнагэ (1:46) — иппон                                                                     | 100—0s2   | Томас Бричено (CHI)    | Уклонение от захвата (0:49) — сидо Выход за пределы татами (1:27) — сидо                                                                           |
| 1/8             | Квак Тонхан (KOR)         | Пассивность (1:03) — сидо Уклонение от захвата (2:40) — сидо Окури Ери Дзимэ (4:01) — иппон | 100s2—0s2 | Мизенга Пополе (ROA)   | Ложная атака (1:58) — сидо Уклонение от захвата (2:40) — сидо                                                                                      |
| 1/4             | Квак Тонхан (KOR)         | Недозволенный захват сустава (1:50) — сидо Недозволенный захват сустава (3:29) — сидо       | 100s2—0s4 | Мамедали Мехдиев (AZE) | Недозволенный захват сустава (1:50) — сидо Недозволенный захват сустава (3:29) — сидо Пассивность (4:18) — сидо Односторонний захват (4:34) — сидо |
| 1/2             | Варлам Липартелиани (GEO) | Ути Мата Макикоми — вадза ари (0:39) Ути Мата — вадза ари (2:15)                            | 100—0     | Квак Тонхан (KOR)      | — |
| За третье место | Квак Тонхан (KOR)         | Пассивность (1:00) — сидо Сэойнагэ (2:31) — иппон                                           | 100s1—0s1 | Маркус Нюман (SWE)     | Пассивность (1:00) — сидо |

Окончил Yong In University.